# Chiesa della Traslazione di Santa Marina
La chiesa della Traslazione di Santa Marina è la parrocchiale di Ravina, frazione di Trento. Risale al XVIII secolo.

## Storia

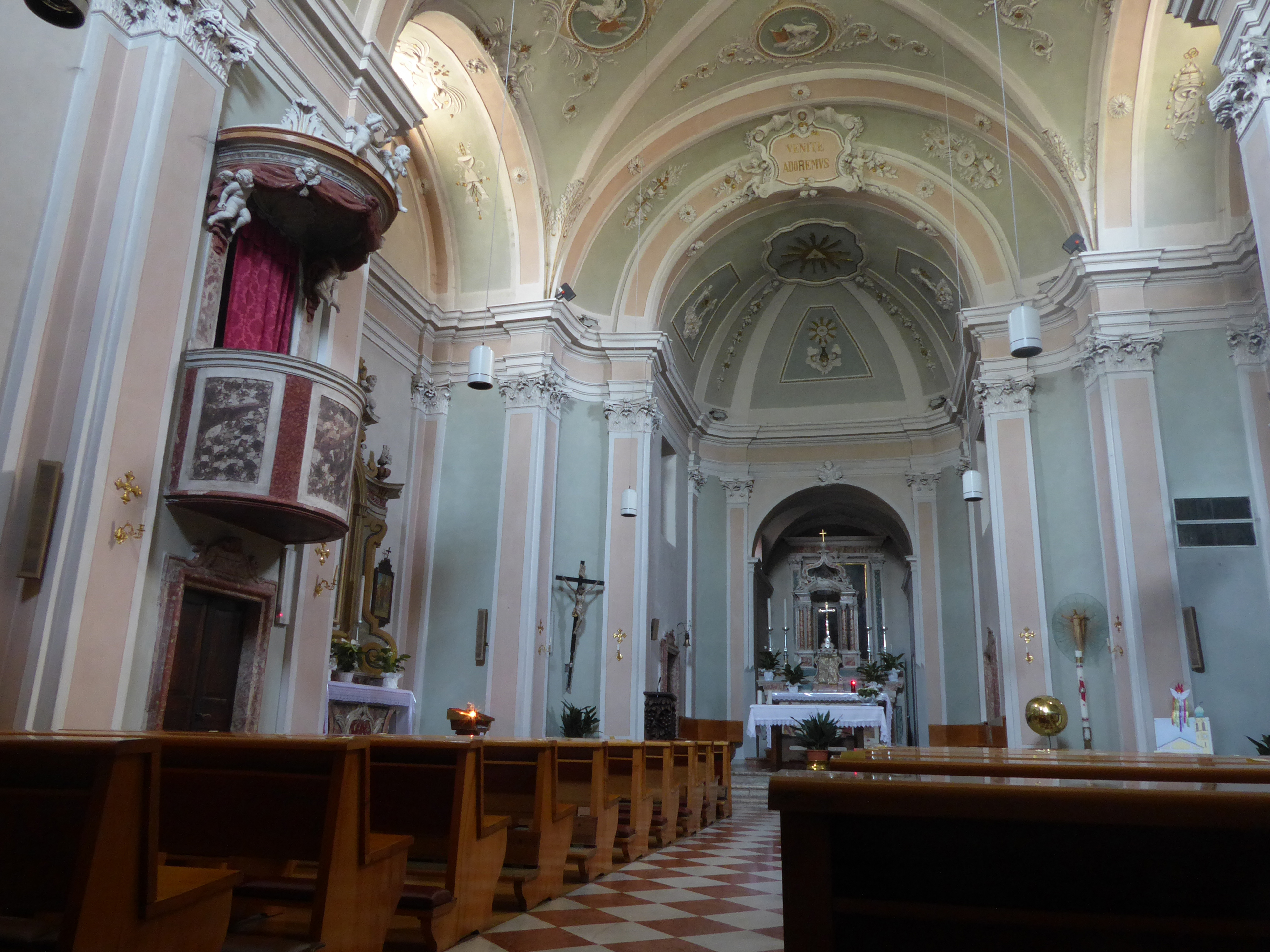
Interno della chiesa

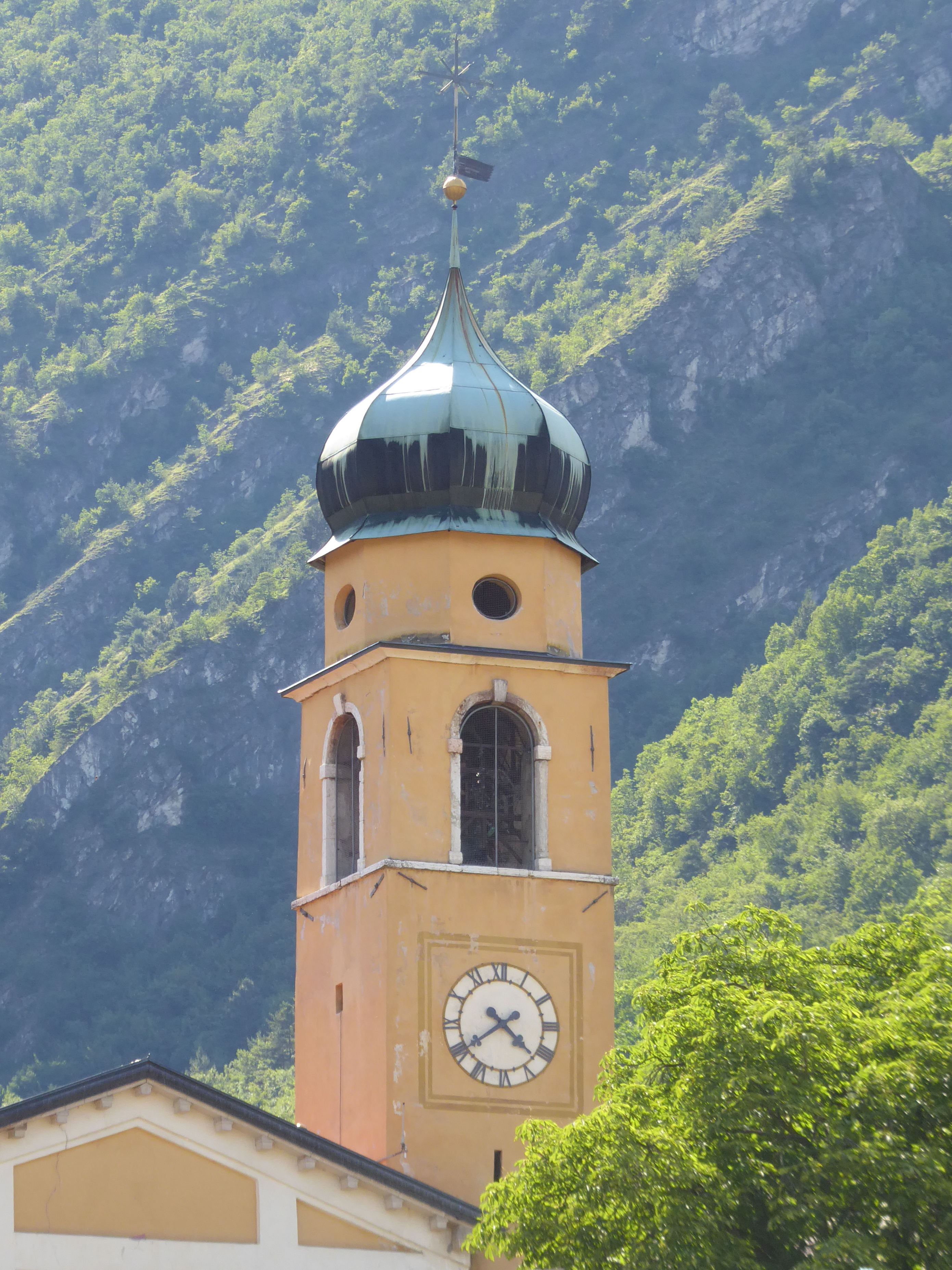
Campanile

A Ravina anticamente eisteva una cappella dedicata alla Madonna della Cintura, di proprietà della nobile famiglia Sizzo ma aperta al pubblico. Venne documentata durante una visita pastorale del 1743.
Nel 1784 la popolazione del paese chiese di poter acquistare per la comunità questa piccola cappella dai Sizzo e tale richiesta ottenne l'approvazione del vicario vescovile in spiritualibus Zambaiti. Nello stesso anno quindi fu possibile arrivare a firmare l'atto notarile nel quale la famiglia nobile si manteneva alcuni diritti, come il possesso di una chiave della chiesa e la possibilità di costruire, sopra la sacrestia, una stanza per un accesso a loro riservato al luogo sacro.
La chiesa, che ebbe la nuova dedicazione per la Traslazione di Santa Marina, ottenne la dignità curiaziale nel 1794 come sussidiaria di Sant'Apollinare di Trento e quasi subito iniziarono i lavori di ampliamento per adattarla alle esigenze dei fedeli e rendendola la chiesa principale del paese.
All'inizio del XIX secolo gli interni vennero decorati con stucchi da Antonio Cometti e fu benedetta nel 1804. La consacrazione solenne venne celebrata trent'anni dopo, nel 1834.
Ottenne dignità parrocchiale nel 1944.
Negli anni sessanta fu oggetto di interventi di restaro conservativo.

## Descrizione
La prima cappella appartenente alla famiglia Sizzo era dotata di un importante altare in marmo consacrato e dedicato alla natività di Maria.
La nuova chiesa dedicata alla Traslazione di Santa Marina venne modificata a partire dalla cappella preesistente. Mantenne l'orientamento a ovest con una facciata a capanna adornata da quattro lesene.
Il portale è baroccheggiante ed è sormontato, nella parte alta della facciata, da un oculo rotondo. 
La torre campanaria sorge a lato dell'edidificio, è munita di orologio e la copertura è a cipolla poligonale.
L'interno ha una navata unica con due cappelle laterali.
La zona presbiteriale è leggermante rialzata.